# Wim van de Donk
Wilhelmus Bernhard Henricus Josephus (Wim) van de Donk (Veghel, 17 mei 1962) is een Nederlands bestuurskundige, hoogleraar en bestuurder. Hij is lid van het CDA. Sinds 1 oktober 2020 is hij rector magnificus en voorzitter van het college van bestuur van de Tilburg University. Sinds 1 juni 2021 is hij voorzitter van het Nationaal Comité 4 en 5 mei.

## Opleiding
Van de Donk volgde tot 1980 het vwo aan het Zwijsen College Veghel. Vervolgens studeerde hij bestuurskunde aan de Katholieke Universiteit Nijmegen, met als bijvakken bestuurlijke informatiekunde en leer der openbare financiën, waar hij in 1987 cum laude afstudeerde. In deze periode deed hij in 1986 onderzoek aan de École nationale d'administration in Parijs.

## Loopbaan
Van 1987 tot 1989 en wederom van 1993 tot 1999 werkte Van de Donk eerst als toegevoegd onderzoeker en later als universitair docent en universitair hoofddocent bestuurskunde aan de Katholieke Universiteit Brabant. Van 1989 tot 1993 was hij werkzaam als ambtenaar van het Bureau van de secretaris-generaal van het Ministerie van Justitie. In 1997 promoveerde Van de Donk cum laude in bestuurswetenschappen aan de Katholieke Universiteit Brabant. Zijn proefschrift won de G.A. van Poeljejaarprijs voor de beste bestuurswetenschappelijke publicatie.
Van de Donk is sinds 1 januari 2002 hoogleraar maatschappelijke bestuurskunde aan de Universiteit van Tilburg. Van 1 september 2004 tot 1 oktober 2009 was hij voorzitter van de Wetenschappelijke Raad voor het Regeringsbeleid.
Van 1 oktober 2009 tot 1 oktober 2020 was Van de Donk commissaris van de Koningin resp. Koning in Noord-Brabant; in deze functie volgde hij Hanja Maij-Weggen op. Op 17 januari 2020 kondigde hij zijn vertrek als commissaris aan. Ter gelegenheid van zijn afscheid als commissaris werd hij benoemd tot commandeur in de Orde van Oranje-Nassau, tot ereburger van Noord-Brabant en boden de Koning en zijn echtgenote hem een lunch aan.
Sinds 1 oktober 2020 is hij rector magnificus en tevens voorzitter van het college van bestuur van Tilburg University. Per 1 juni 2021 is hij voor een periode van zes jaar voorzitter van het Nationaal Comité 4 en 5 mei. De Vereniging Sinti, Roma en Woonwagenbewoners Nederland vindt dat deze laatste benoeming teruggedraaid moet worden, aangezien hij zich volgens deze belangenorganisatie in 2018 discriminerend heeft uitgelaten over Sinti, Roma en de Woonwagengemeenschap. Na meerdere gesprekken legde de vereniging zich neer bij de benoeming.

## Onderscheidingen
- 1994: Thorbeckeprijs voor een essay over bestuurlijke herindeling.
- 1997: G.A. van Poeljejaarprijs voor zijn proefschrift over de rol van ICT in de politieke besluitvorming.
- 2020: Commandeur in de Orde van Oranje-Nassau.[11]
- 2020: Provinciepenning Noord-Brabant.[12]

## Persoonlijk
Van de Donk is getrouwd en heeft twee kinderen.

## Publicaties
- Donk, W. van de (1997), De arena in schema. Een verkenning van de betekenis van informatisering voor beleid en politiek inzake de verdeling van middelen onder verzorgingshuizen, Koninklijke Vermande, Lelystad